# Víkingsvöllur
Víkingsvöllur is een sportstadion in de IJslandse hoofdstad Reykjavík. Het wordt meestal gebruikt voor voetbalwedstrijden en is de thuisbasis van Víkingur Reykjavík. Het stadion heeft officieel een totale capaciteit van 1100 plaatsen maar als het echt nodig is kunnen er veel meer toeschouwers binnen. De tribunes werden gebouwd in 2004 en afgewerkt in 2005.